# Il mondo le condanna
Il mondo le condanna è un film del 1953 diretto da Gianni Franciolini.

## Trama
Una giovane fiorentina di nome Renata fa la prostituta a Parigi. Espulsa dalla polizia francese con un foglio di via, torna in Italia ma, presa dallo sconforto, tenta di gettarsi dal treno. Un uomo la salva trattenendola appena in tempo: è l'industriale Paolo Martelli che, grazie anche all'interessamento di sua moglie, procura alla ragazza un posto di lavoro in una sartoria. Tra Renata e Martelli comincia a nascere un sentimento e, per evitare conseguenze, la donna abbandona la sartoria.
Costretta dalle circostanze a chiedere aiuto, Renata si rivolge ad André, suo antico amante e sfruttatore, e con lui progetta di fuggire insieme all'estero. Nello stesso tempo André ricatta Martelli, che è sul punto di abbandonare la famiglia per fuggire a sua volta con Renata. Martelli sarebbe disposto a pagare, ma un giovane amico del fratello di Renata, innamoratosi pazzamente di lei, uccide André.
Resasi conto della tragedia che ha provocato, Renata decide di ritirarsi per sempre in un istituto di suore, dove si dedicherà all'assistenza dei bambini bisognosi.

## Produzione
La pellicola è ascrivibile al filone dei melodrammi sentimentali, comunemente detto strappalacrime, allora molto in voga tra il pubblico italiano, poi ribattezzato dalla critica con il termine neorealismo d'appendice.

## Distribuzione
Il film venne distribuito nel circuito cinematografico italiano il 7 marzo del 1953.
Venne in seguito distribuito anche in Francia, il 29 luglio del 1953 con il titolo Les Anges déchus.
Fu poi editato anche nel mercato anglofono con il titolo The World Condemns Them.